# فرانسیسکو گامبورنا
فرانسیسکو گامبورنا (به اسپانیایی: Francisco Gamborena) بازیکن فوتبال اهل اسپانیا است که از سال ۱۹۲۱ تا ۱۹۳۳ میلادی عضو تیم ملی فوتبال اسپانیا بوده و در ۲۰ بازی ملی حضور داشته‌است. او در بازی‌های ملی‌اش گلی به ثمر نرساند.